# برالفينيلا
برالفينيلا (الاسم العلمي:Paralvinella) هو جنس من الحيوانات يتبع فصيلة الألفينيلية من رتبة التربيليات.